# Parmská univerzita
Parmská univerzita neboli Univerzita v Parmě (italsky Università degli Studi di Parma, latinsky Alma Universitas Studiorum Parmensis) je jedna z nejstarší univerzit v Evropě, její počátky sahají do doby panování císaře Karla Velikého. Nachází se v italské Parmě. Studuje zde více než 30 000 studentů.

## Historie
Parmská univerzita byl první svého druhu v Itálii. Zpočátku zde probíhalo pouze studium svobodných umění, ve 13. století přibyly fakulty práva a lékařství. V další staletích, mezi 14. a 19. stoletím, byla škola několikrát zavřena a opět otevřena.

## Fakulty
Parmská univerzita má 10 fakult:
1. Fakulta zemědělství
2. Fakulta architektury
3. Fakulta ekonomie
4. Fakulta inženýrství
5. Fakulta teologie
6. Fakulta práv

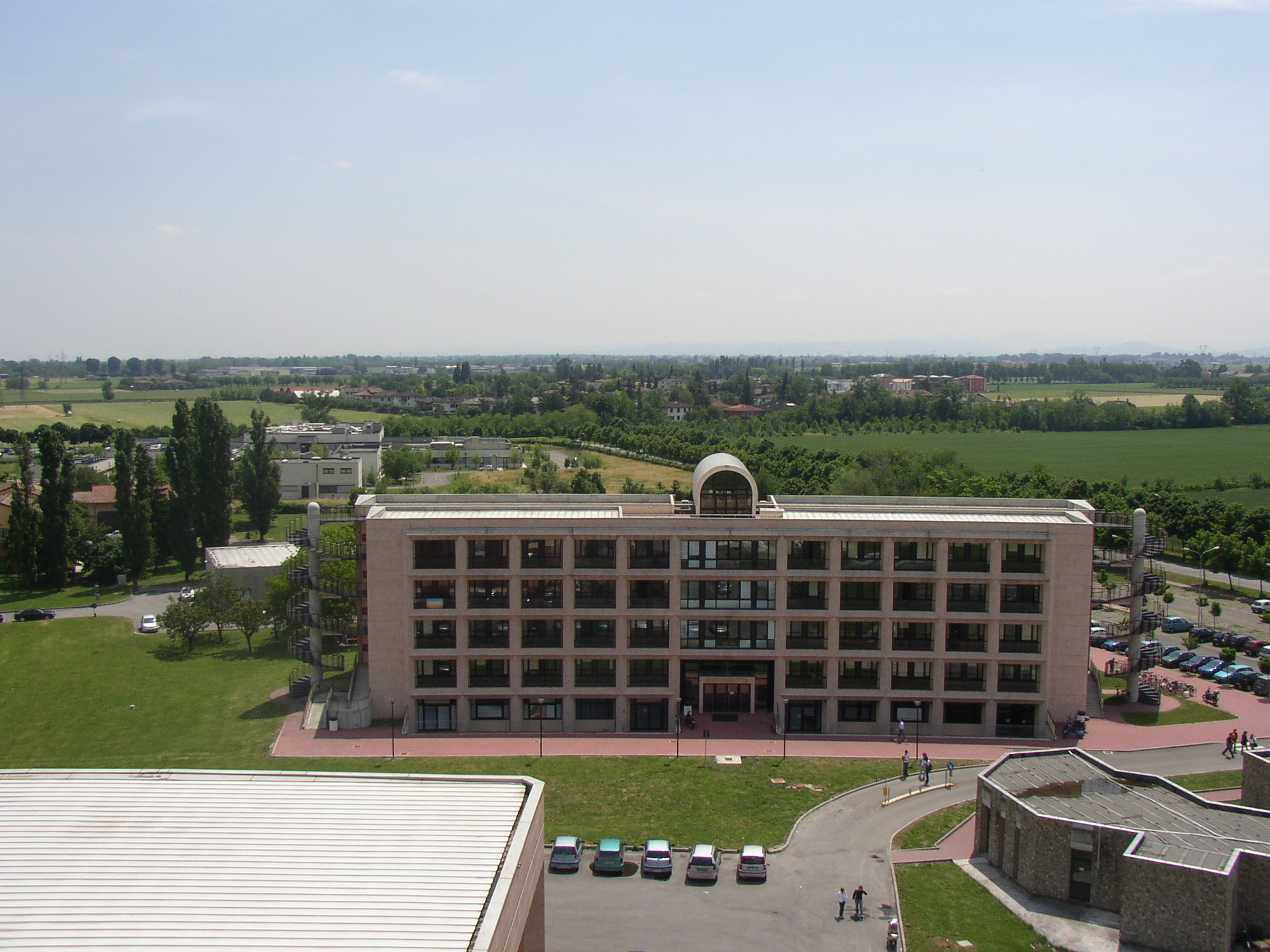
Matematický institut Parmské univerzity

7. Fakulta matematická a přírodovědná
8. Fakulta lékařství
9. Fakulta farmacie
10. Fakulta zvěrolékařství

## Slavní docenti
- Carlo Amoretti, znalec církevního práva
- Luigi Di Bella, lékař a fyziolog
- Beppo Levi, matematik
- Mario Nizolio, filosof a humanista
- Giovanni Battista Riccioli, teolog a astronom
- Giacomo Rizzolatti, neurofyziolog
- Beppe Severgnini, novinář a spisovatel

## Slavní studenti
- Pierluigi Angeli (* 1938), politik
- Lorenzo Respighi (1824–1889), astronom
- Ferdinando Gianella (1837–1917), švýcarský inženýr, architekt a politik